# Bundesmeisterschaft des DFuCB 1900/01
Die Bundesmeisterschaft des DFuCB 1900/01 war die zehnte unter dem Deutschen Fußball- und Cricket Bund (DFuCB) ausgetragene Bundesmeisterschaft. Der Niedergang des DFuCB setzte sich weiter fort, von den zehn gemeldeten Vereinen beteiligten sich nur sieben Mannschaften an dem Punktspielbetrieb, bereits im Oktober 1900 verließ der BFC Hertha 1892 den Verband Richtung Verband Deutscher Ballspielvereine. Der BFC Vorwärts 1890 setzte sich am Ende durch und wurde zum vierten Mal Fußballmeister des DFuCB. Eine deutschlandweit ausgespielte deutsche Fußballmeisterschaft gab es noch nicht.

## Abschlusstabelle
| Pl. | Verein                        |
| --- | ----------------------------- |
| 1.  | BFC Vorwärts 1890 (M)         |
| 2.  | Westender FuCC Hamburg Berlin |
| 3.  | Arcona Schöneberg             |
| 4.  | Berliner FC 1893              |
| 5.  | SFC Stern 1900                |
| 6.  | CC Stern                      |
| 7.  | BFC Attila                    |
| 8.  | BFC Hertha 1892               |
| 9.  | FC Tasmania Rixdorf           |

| (M) | Titelverteidiger |